# Dekanat witkowski
Dekanat witkowski – jeden z 30 dekanatów archidiecezji gnieźnieńskiej, składający się z 7 parafii.

## Parafie
- Parafia Matki Bożej Królowej Polski w Gorzykowie
- Parafia Wszystkich Świętych w Mielżynie
- Parafia św. Jakuba Apostoła w Niechanowie
- Parafia św. Marcina w Ostrowitem Prymasowskim
- Parafia św. Mikołaja w Powidzu
- Parafia św. Mikołaja w Witkowie
- Parafia św. Andrzeja Apostoła w Kędzierzynie